# Hyllisia obliquepicta
Hyllisia obliquepicta là một loài bọ cánh cứng trong họ Cerambycidae.